# Parque nacional Grupo Denham
Grupo Denham es un parque nacional en Queensland (Australia), ubicado a 2098 km al noroeste de Brisbane.

## Datos
- Área: 0 km²
- Coordenadas: 11°06′32″S 143°00′57″E / -11.10889, 143.01583
- Fecha de Creación: 1921
- Administración: Servicio para la Vida Salvaje de Queensland
- Categoría IUCN: II

Véase también:
- Zonas protegidas de Queensland

- Datos: Q2791013